# Veronica Necula
Veronica Necula (Târgoviște, 15 de mayo de 1967) es una deportista rumana que compitió en remo.
Participó en los Juegos Olímpicos de Seúl 1988, obteniendo dos medallas, plata en ocho con timonel y bronce en cuatro con timonel. Ganó tres medallas en el Campeonato Mundial de Remo, en los años 1986 y 1987.

## Palmarés internacional
| Juegos Olímpicos   | Juegos Olímpicos         | Juegos Olímpicos  | Juegos Olímpicos   |
| Año                | Lugar                    | Medalla           | Prueba             |
| ------------------ | ------------------------ | ----------------- | ------------------ |
| 1988               | Seúl (Corea del Sur)     | Medalla de plata  | Ocho con timonel   |
| 1988               | Seúl (Corea del Sur)     | Medalla de bronce | Cuatro con timonel |
| Campeonato Mundial |                          |                   |                    |
| Año                | Lugar                    | Medalla           | Prueba             |
| 1986               | Nottingham (Reino Unido) | Medalla de bronce | Ocho con timonel   |
| 1987               | Copenhague (Dinamarca)   | Medalla de oro    | Cuatro con timonel |
| 1987               | Copenhague (Dinamarca)   | Medalla de oro    | Ocho con timonel   |